# 오카모토역 (도치기현)
오카모토역(일본어: 岡本駅)은 일본 도치기현 우쓰노미야시에 있는 동일본 여객철도 도호쿠 본선의 역이다. 우쓰노미야선 구간에 포함되어 있지만, 가라스야마선의 열차도 이 역에서 상호 운행한다.

## 타는 곳
| 2 | ■ 우쓰노미야선 | (상행) | 우쓰노미야 · 오야마 · 오미야 · 우에노 방면 |
| 4 | ■ 우쓰노미야선 | (하행) | 우지이에 · 야이타 · 구로이소 방면          |
| 4 | ■ 가라스야마선 |        | 니이타 · 오가네 · 가라스야마 방면          |

## 이용 현황
| 승차 인원 추이 | 승차 인원 추이      |
| 연도           | 하루 평균 승차 인원 |
| -------------- | ------------------- |
| 2000           | 2,059               |
| 2001           | 2,078               |
| 2002           | 1,967               |
| 2003           | 1,943               |
| 2004           | 1,892               |
| 2005           | 1,907               |
| 2006           | 1,882               |
| 2007           | 1,909               |
| 2008           | 1,902               |
| 2009           | 1,808               |
| 2010           | 1,809               |

## 역 주변
- 국도 제4호선
- 우쓰노미야 시청 오카모토 사무소
- 독립행정법인 국립병원기구 우쓰노미야 병원
- 도치기 현립 오카모토다이 병원
- 히라데 공업단지
- 히에 신사

## 인접 정차역
| 도호쿠 본선 (우쓰노미야선) 포함 | 도호쿠 본선 (우쓰노미야선) 포함 | 도호쿠 본선 (우쓰노미야선) 포함 |
| ------------------------------- | ------------------------------- | ------------------------------- |
| 우쓰노미야 우에노 방면          | ■ 통근쾌속 ■ 쾌속 '래빗' ■ 보통 | 호샤쿠지 구로이소 방면          |